# Listă de filme noir din anii 1960
Aceasta este o listă de filme noir din anii 1960:

## Anii 1960
- The Criminal (sau The Concrete Jungle) (1960)
- Key Witness (1960)
- Blast of Silence (1961)
- Five Minutes to Live (sau Door-to-Door Maniac) (1961)
- Underworld U.S.A. (1961)
- Cape Fear (1962)
- Experiment in Terror (1962)
- Shock Corridor (1962)
- The Killers (1964)
- Mickey One (1965)
- The Naked Kiss (1964)
- Brainstorm (1965)
- Once a Thief (1965)
- Harper (1966)
- The Money Trap (1966)
- Seconds (1966)
- Point Blank (1967)
- Warning Shot (1967)
- Bullitt (1968)
- The Detective (1968)
- Lady in Cement (1968)
- Madigan (1968)
- Pretty Poison (1968)
- The Split (1968)
- Marlowe (1969)

## Noir–science fiction
- Alphaville (1965)
- The Satan Bug (1965)